# Diabolic Video
Diabolic Video es un estudio de películas pornográficas estadounidense. La compañía era originalmente un proyecto hermano del también estudio Anabolic Video. Durante su asociación, los estudios fueron pioneros de la pornografía gonzo, siendo considerado los estudios en esta temática más exitosos.

## Historia
Junto a su antigua empresa hermana, Anabolic, ambas tenían originalmente su sede en Venice (California), donde quedó instalada durante 10 años. Ambas compañías pronto se convirtieron en pioneras en el campo de la pornografía gonzo, junto productores como Ed Powers, Rodney Moore y John Stagliano, fundador de Evil Angel. Gregg Alan dirigió el departamento de ventas de la empresa durante 15 años, a partir de 1992, decidiendo fundar en 1998 la compañía Diabolic. El 15 de enero de 1998, Diabolic Video lanzó su primer video.
En mayo de 2007, Anabolic y Diabolic anunciaron que ponían fin a su sociedad, operando como compañías independientes. Diabolic sería propiedad de Gregg Alan, quien dejó su puesto como jefe de ventas en Anabolic. Diabolic Video actualizó su empaque de DVD con un holograma del logo de Diabolic para ayudar a establecerse como una marca separada de Anabolic. En 2007, la empresa había producido más de 280 películas.
En abril de 2008, Diabolic lanzó su primer título en Blu-ray, Top Shelf, protagonizado por Amy Ried, Courtney Cummz, Jenna Haze, Sarah Vandella, Brianna Love, Audrey Bitoni y Shawna Lenee.

## Directores
Anabolic y Diabolic originalmente solían compartir directores, pero con la división ese acuerdo terminó. Los directores actuales y anteriores de Diabolic incluyeron a Sid Knox. En 2007, Melissa Lauren se convirtió en la primera directora del estudio y dirigió los episodios 21 y 22 de la serie Unnatural Sex, El mismo año, Ricky D. renunció a Diabolic para firmar un contrato exclusivo de varios años con Anabolic. Había dirigido varias series de películas para Diabolic, incluyendo Incumming, 2 on 1, Ass For Days y Hot Sauce. Otras compañías del estudio destacadas fueron las de Anal Asspirations, Daddy Issues, Debauchery, Girls Will Be Girls, Milf Next Door, New To The Game, No Swallowing Allowed, Perverted Point of View, Spring Chickens o Teens With Tits.

## Distribución
En junio de 2006, gamelink.com agregó el catálogo posterior completo de Diabolic a su biblioteca de videos bajo demanda. El mismo mes puso a disposición su contenido en el servicio VOD de AEBN. En marzo de 2007, SugarVOD comenzó a agregar la biblioteca completa de Diabolic a su servicio de videos.
En julio de 2007, el estudio firmó un acuerdo exclusivo con Hustler TV para llevar la distribución digital mundial de sus producciones a través del servicio de pago con el servidor de Hustler.

## Objeto de inspección
Diabolic fue el objetivo de la primera inspección de mantenimiento de registros autorizada por la Ley de Aplicación de la Obscenidad y Protección Infantil.
En 2006, agentes del FBI visitaron la oficina de Diabolic para inspeccionar los registros de 23 películas y sus artistas. Los productores de contenido sexual estaban obligados a mantener registros específicos bajo la normativa contra la Obscenidad y Protección Infantil. Acabó siendo la primera inspección desde que las reglas que requieren registros entraron en vigor en 1988. Los investigadores no requirieron una orden de registro. Dicha inspección se saldó positiva para la compañía.